# Casiano Chavarría
Casiano José Chavarría (3 agosto 1901 – ...) è stato un calciatore boliviano, di ruolo difensore.

## Carriera
Partecipò al Mondiale del 1930 con la Nazionale boliviana.